# ガブリエレ・ファロッピオ
ガブリエレ・ファロッピオ（Gabriele Falloppio 1523年 - 1562年10月9日）はイタリアの解剖学者、医師。ラテン名のファロピウス (Fallopius) として知られることが多い。16世紀を代表する解剖学者、医師の一人。

## 生涯
ファロッピオはモデナで生まれ、パドヴァで没した。彼は貴族の出身だったが、貧しかったため、教育を受けるのにも非常に苦労した。経済的困難のために彼は聖職者となり、1542年にモデナ大聖堂の律修司祭の職に就いた。その後当時のヨーロッパで最も有名な医学部のあったフェラーラで医学を学んだ。1548年にアントニオ・ミュサ・ブラッサヴォーラの指導の下医学博士号を取得した。学位取得後はさまざまな大学の医学部で働くとともに、フェラーラ大学で解剖学教授となった。彼の教え子の一人にジローラモ・ファブリッチ（ラテン語名ヒエロニムス・ファブリキウス、en）がいる。翌年当時イタリアの主要大学だったピサ大学に招聘される。1551年にはトスカナ大公コジモ1世に招かれ、パドヴァ大学の解剖学および外科学の教授職についた。パドヴァでは植物学教授と植物園長も兼ねた。彼は40歳にもみたないで没したが、解剖学に名を残した。

## ファロッピオと同時代の学者
当時は解剖学の黄金時代で、ファロッピオの同時代にはヴェサリウス、エウスタキ、レアルド・コロンボ（en、パドヴァ大学におけるファロッピオの前任者）などの大学者がいた。ファロッピオが彼ら偉大な発見者たちに嫉妬したために、しばしば彼らの業績に対して批判や訂正を行ったのだとする主張もある。しかし医学史の権威であるハインリッヒ・ヘーザーによれば、ファロッピオは同僚の学者、とくにヴェサリウスに対して控えめで敬意を払っていたことで知られており、それゆえ彼が訂正を示唆したのは科学としての解剖学の進歩のためであったという。

## 解剖学の業績
ファロッピオ自身の研究は主に頭部の解剖についてなされた。彼は内耳に関してそれまでの知見に多くを加え、鼓室とそれを含む骨の輪との関係について詳細に記述した。また彼は正円窓・卵円窓とそれらの前庭・蝸牛との交通についても細かく記述している。乳突蜂巣と中耳のつながりについてはじめて指摘したのもファロピウスだった。眼の涙管についての記述は先人を超え、篩骨と鼻の細胞についての詳細な説明も行っている。ファロピウスは骨と筋の解剖についても価値ある貢献を行っている。特に筋の分野で彼はヴェサリウスの研究を訂正している。また男女の生殖器についての研究も行っており、卵巣と子宮をつなぐ卵管は今日彼の名前を冠してファロピウス管とも呼ばれる。側頭骨内にある顔面神経が通る管（顔面神経管）もまた、彼にちなんでファロッピオ管と呼ばれる。

## 臨床医学の業績
臨床医学へのファロピウスの貢献もまた重要なものがある。彼は口腔鏡をはじめて耳の疾患の診断と治療のため
に使用した。また外科に関する著述にも興味深いものがあり、潰瘍と腫瘍に関する論文を二つ、外科に関する論文を一つ、またヒポクラテスの頭部外傷に関する書籍についての書評も書いている。ファロピウスは当時、性病の権威とみなされていたようで、梅毒に関する論文の中で、コンドームの使用を唱え、またそれについて最初の臨床試験と呼べるものを行っている。ファロピウスはどんな治療法についても関心を持っていたようで、温水療法についての論文、緩下薬についてのもの、薬の製法についてのものも書いている。これらの解剖学以外の論文は、彼の生前には刊行されておらず、今われわれが目にできるのは彼の講義用の手稿と学生が取ったノートだけである。これらは1575年にニュルンベルクでヴォルヒャー・コイターによって出版された。